# 李貢
李貢（1456年—1516年），字惟正，號舫斋，直隸蕪湖縣人。明朝政治人物。

## 生平
成化十六年（1480年）庚子科應天鄉試舉人，二十年（1484年）甲辰科進士。授戶部主事，升員外郎，改刑部，升郎中。弘治十四年（1501年）十月升官山東按察司副使，正德元年（1506年）六月陞福建按察使，二年九月升陝西右布政使，三年六月升山西左布政使，四年五月陞都察院右副都御史，巡撫遼東。因事忤劉瑾，遭罰米，四年十月勒令致仕。劉瑾伏誅，李貢複為召用，奉命整飭薊州等處邊備，兼巡撫順天等府，八年七月升兵部右侍郎，未抵任，十二月乞致仕而去。正德十一年（1516年）卒。

## 家族
曾祖李子敏。祖李庭复。父李永，官诸暨训导。兄李贊，同榜進士。